# Werdiura

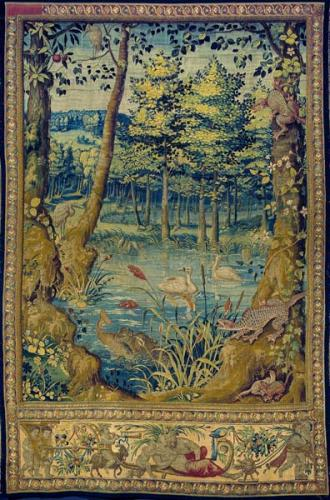
Wydra z rybą w pysku, flamandzka werdiura z około 1555 r., warsztat Jana van Tieghema, Wawel

Werdiura (od fr. verdure) – tapiseria o tematyce roślinno–zwierzęcej lub krajobrazowej utrzymana w tonacji zielonej. 
Wytwarzano je od XV do XVIII wieku w manufakturach flamandzkich i francuskich. Najbardziej popularna była w XVI wieku zwłaszcza na dworach królów i książąt. Werdiury służyły do dekoracji, głównie podczas uroczystości dworskich jak koronacje, wesela. Szczególnym typem tkanin były wąskie, pionowe, zwane entrefenetrami (międzyokiennymi), które zawieszano na wąskich ściankach między oknami. 
Przykładem tego typu tapiserii jest kolekcja werdiur króla Zygmunta Augusta na Zamku Królewskim na Wawelu w Krakowie.
Tapiserie przedstawiające zwierzęta na tle krajobrazu mają różne rozmiary i kształty – wąskie poziome, wąskie pionowe i duże, zbliżone do kwadratu.
Na werdiurach występują zwierzęta europejskie – sarny, jelenie, ptaki wodne, zwierzęta egzotyczne – tygrysy, lwy, strusie, wielbłądy, małpy, a także fantastyczne – jednorożce, smoki, upierzone pantery. Zwierzęta domowe występują sporadycznie. Na jednych werdiurach prowadzą one życie spokojne, w naturalnych warunkach, niezakłóconych działalnością człowieka (Jednorożec-żyrafa i ryś, Wydra z rybą w pysku, czapla i fantastyczne gady), na innych walczą ze sobą (Walka smoka z panterą, Lew zagryzający małpę lub Jastrząb rozrywający ptaka, wiewiórka i ryś). 
Kompozycja o tematyce roślinno–zwierzęcej i krajobrazowej jest nowością w dziejach sztuki i wiąże się z charakterystycznym dla epoki renesansu rosnącym zainteresowaniem przyrodą i odkrywaniem otaczającego świata. Uczeni z doby odrodzenia opracowywali i wydawali pierwsze nowożytne dzieła zoologiczne poświęcone anatomii i fizjologii zwierząt, często ilustrowane drzeworytami. Przy dworach królewskich i książęcych tworzono menażerie.